# ルーブ・ワッデル
ジョージ・エドワード・”ルーブ”・ワッデル（George Edward "Rube" Waddell, 1876年10月13日 - 1914年4月1日）は、アメリカ合衆国ペンシルベニア州出身の元プロ野球選手（投手）。左投右打。愛称の"Rube"は『田舎者』の意。

## 経歴

### 球歴
ワッデルは小さい頃から、よく学校を抜け出して野球をしていたという。1897年のシーズン終盤にルイビル・カーネルズと契約しナショナルリーグにデビュー。この年は2試合登板しただけで、翌年ウェスタンリーグのデトロイト球団に貸し出される。翌1899年にルイビルに戻るも、その年でチームが消滅。1900年にピッツバーグ・パイレーツに移籍する。
パイレーツに移籍した1900年、ワッデルは29試合に登板、8勝13敗ながら130奪三振を上げた。この年防御率2.37はリーグ最高であったが、度重なる奇行が元で、監督のフレッド・クラークから出場停止にされてしまう。1901年、シカゴ・カブスに在籍後、1902年からは、新興のアメリカンリーグのフィラデルフィア・アスレチックスに籍を置く。
ワッデルは当時アスレチックスを率いていたコニー・マックの元でその実力を開花させる。1902年7月1日の試合では、「三者連続三球三振」の記録を打ち立てるなど、その三振を取る能力は当時の他の投手から群を抜いていた。同年チームはアメリカンリーグを制覇し、ワッデルもこの年から1907年まで、6年続けてリーグの最多奪三振を記録し、アスレチックスの主力投手となる。
1904年シーズンは25勝19敗で奪三振数は349を数え(2009年現在も、アメリカンリーグの左腕投手の最高記録である)、翌1905年には27勝10敗、防御率1.48、奪三振数287で投手三冠を手中にした。ワッデルの活躍でアスレチックスは1905年のワールドシリーズに駒を進めたのだが、当のワッデルはシーズン終盤に、移動中の列車の中でチームメイトのアンディ・コークリーとふざけあっているうちに麦わら帽子を踏んで転倒、肩を怪我してしまい出場できなかった。アスレチックスには1907年まで在籍したが、1907年にデトロイト・タイガースとの優勝争いに敗れたアスレチックスはワッデルを放出する。
アスレチックスから放出されたワッデルは、1908年からの現役最後の3年間をセントルイス・ブラウンズで過ごした。ブラウンズ在籍の最初の年は19勝14敗、奪三振232、防御率1.89と活躍したが翌年に成績は下降、1910年でメジャーリーグを引退することになった。
投手としての球種はハードカーブ。(米書　「guide　to　pitchers」より)

### 奇行の数々
ワッデルは現在でいう発達障害、あるいは自閉症の症状があったのではないかといわれており、その奇妙な行いの数々でも知られている。彼は酒だけでなく消防車や釣り、ホラ話などが好きだった。また試合中に消防車のサイレンの音を聞いて、球場を飛び出して消火活動を手伝ったり、シーズンオフにはワニとレスリングをしたこともあった。先発を言い渡された試合のことを、他の事に熱中して忘れてしまうことも何度かあったそうで、例えば釣りに熱中して試合のことを忘れてしまい、試合開始直前に観客をかき分けてグラウンドに飛び降りたとか、先発する試合の前に見ていた少年野球に参加してしまい、やはり試合に遅れそうになった、といったエピソードが残っている。有名な話として、アスレチックスとワッデルとの契約では、「ベッドで動物ビスケットを食べない」という条項が入れられていた。お菓子の好きだったワッデルが、相部屋のベッドをビスケットで散らかし、部屋をともにする選手からの苦情があったためである。また、試合が始まって早々に姿を消したこともある。町の子供たちと試合をすっぽかしてビー玉で遊んでいるところを見つかって連れ戻され、被安打わずか3本で完封勝利をあげた。
酒好きだった彼はアルコール使用障害の症状があり、ボーナスを全て酒に使ってしまうほどの不摂生ぶりだった。酔っ払って喧嘩をしてしまうこともあった。監督のコニー・マックは、彼を懲らしめるために大芝居を打つことに決めた。警察に協力してもらって彼を逮捕させたのである。そして、警官が判事に成りすまして偽物の裁判を行ったのだ。マックはわざわざ体中を包帯で巻いた被害者まで用意し、偽判事は「今回は罰金刑だが、次に同じことをしたら監獄行きだ」と脅した。これに懲りたワッデルは、その年19連勝した。

### 引退後
1910年にメジャーリーグを去った後、ワッデルはミネアポリスのマイナーリーグで登板しており、1911年には20勝を挙げている。しかし1912年、村で川が氾濫し洪水が発生、ワッデルは村の救済のため冷たい水の中で土嚢を積上げる作業をした。これが元で彼は結核にかかり、1914年4月、テキサス州サンアントニオにて37歳で亡くなる。ワッデルの死は、この時テキサスでキャンプをしていたアスレチックスのコニー・マックとニューヨーク・ジャイアンツのジョン・マグローの両監督に伝えられ、二人はお金を出し合ってワッデルの墓に石の墓標を立てたという。
1946年ベテランズ委員会によりアメリカ野球殿堂入り選手に選出された。

## 詳細情報

### 年度別投手成績
| 年 度      | 球 団      | 登 板 | 先 発 | 完 投 | 完 封 | 無 四 球 | 勝 利 | 敗 戦 | セ 丨 ブ | ホ 丨 ル ド | 勝 率 | 打 者 | 投 球 回 | 被 安 打 | 被 本 塁 打 | 与 四 球 | 敬 遠 | 与 死 球 | 奪 三 振 | 暴 投 | ボ 丨 ク | 失 点 | 自 責 点 | 防 御 率 | W H I P |
| ---------- | ---------- | ----- | ----- | ----- | ----- | -------- | ----- | ----- | -------- | ----------- | ----- | ----- | -------- | -------- | ----------- | -------- | ----- | -------- | -------- | ----- | -------- | ----- | -------- | -------- | ------- |
| 1897       | LOU        | 2     | 1     | 1     | 0     | --       | 0     | 1     | 0        | --          | .000  | 64    | 14.0     | 17       | 0           | 6        | --    | 1        | 5        | 0     | 0        | 6     | 5        | 3.21     | 1.64    |
| 1899       | LOU        | 10    | 9     | 9     | 1     | --       | 7     | 2     | 1        | --          | .778  | 316   | 79.0     | 69       | 4           | 14       | --    | 8        | 44       | 2     | 0        | 38    | 27       | 3.08     | 1.05    |
| 1900       | PIT        | 29    | 22    | 16    | 2     | --       | 8     | 13    | 0        | --          | .381  | 838   | 208.2    | 176      | 3           | 55       | --    | 13       | 130      | 2     | 0        | 96    | 55       | 2.37     | 1.11    |
| 1901       | PIT        | 2     | 2     | 0     | 0     | 0        | 0     | 2     | 0        | --          | .000  | 42    | 7.2      | 10       | 0           | 9        | --    | 1        | 4        | 1     | 0        | 12    | 8        | 9.39     | 2.48    |
| 1901       | CHC        | 29    | 28    | 26    | 0     | 0        | 14    | 14    | 0        | --          | .500  | 1013  | 243.2    | 239      | 5           | 66       | --    | 9        | 168      | 8     | 0        | 123   | 76       | 2.81     | 1.25    |
| '01計      |            | 31    | 30    | 26    | 0     | 0        | 14    | 16    | 0        | --          | .467  | 1055  | 251.1    | 249      | 5           | 75       | --    | 10       | 172      | 9     | 0        | 135   | 84       | 3.01     | 1.29    |
| 1902       | PHA        | 33    | 27    | 26    | 3     | 3        | 24    | 7     | 0        | --          | .774  | 1081  | 276.1    | 224      | 7           | 64       | --    | 10       | 210      | 10    | 0        | 90    | 63       | 2.05     | 1.04    |
| 1903       | PHA        | 39    | 38    | 34    | 4     | 2        | 21    | 16    | 0        | --          | .568  | 1291  | 324.0    | 274      | 3           | 85       | --    | 8        | 302      | 9     | 0        | 109   | 88       | 2.44     | 1.11    |
| 1904       | PHA        | 46    | 46    | 39    | 8     | 8        | 25    | 19    | 0        | --          | .568  | 1496  | 383.0    | 307      | 5           | 91       | --    | 14       | 349      | 8     | 0        | 109   | 69       | 1.62     | 1.04    |
| 1905       | PHA        | 46    | 34    | 27    | 7     | 3        | 27    | 10    | 0        | --          | .730  | 1257  | 328.2    | 231      | 5           | 90       | --    | 10       | 287      | 10    | 2        | 86    | 54       | 1.48     | 0.98    |
| 1906       | PHA        | 43    | 34    | 22    | 8     | 2        | 15    | 17    | 0        | --          | .469  | 1086  | 272.2    | 221      | 1           | 92       | --    | 10       | 196      | 10    | 1        | 89    | 67       | 2.21     | 1.15    |
| 1907       | PHA        | 44    | 33    | 20    | 7     | 4        | 19    | 13    | 0        | --          | .594  | 1121  | 284.2    | 234      | 2           | 73       | --    | 15       | 232      | 4     | 0        | 115   | 68       | 2.15     | 1.08    |
| 1908       | SLB        | 43    | 36    | 25    | 5     | 3        | 19    | 14    | 3        | --          | .576  | 1143  | 285.2    | 223      | 0           | 90       | --    | 8        | 232      | 7     | 0        | 93    | 60       | 1.89     | 1.10    |
| 1909       | SLB        | 31    | 28    | 16    | 5     | 2        | 11    | 14    | 0        | --          | .440  | 829   | 220.1    | 204      | 1           | 57       | --    | 7        | 141      | 3     | 0        | 78    | 58       | 2.37     | 1.19    |
| 1910       | SLB        | 10    | 2     | 0     | 0     | 0        | 3     | 1     | 1        | --          | .750  | 140   | 33.0     | 31       | 1           | 11       | --    | 1        | 16       | 0     | 0        | 19    | 13       | 3.55     | 1.27    |
| 通算：13年 | 通算：13年 | 407   | 340   | 261   | 50    | *27      | 193   | 143   | 5        | --          | .574  | 11717 | 2961.1   | 2460     | 37          | 803      | --    | 115      | 2316     | 74    | 3        | 1063  | 711      | 2.16     | 1.10    |

- 各年度の太字はリーグ最高

### 打撃成績
- 通算成績:410試合、1066打数172安打、本塁打4、打点83、打率.161

### 獲得タイトル・記録
- 投手三冠：1回（1905年）
- 最多勝利：1回（1905年）
- 最優秀防御率：2回（1900年、1905年）
- 最多奪三振：6回（1902年 - 1907年）
- 通算防御率：2.16（歴代7位：投球回2000イニングス以上）
- シーズン最多奪三振数：349（1904年：左腕歴代4位）